# Cirius Kamnik
CIRIUS Kamnik (Center za izobraževanje, rehabilitacijo in usposabljanje) je ustanova za izobraževanje, rehabilitacijo in usposabljanje. Ustanovljen je bil leta 1947 kot Dom invalidne mladine Kamnik v Mekinjah pri Kamniku. Pobudnik zanj je bil Bogdan Brecelj.  
V začetku doma je bil poudarek na socialnih in zdravstvenih programih. Šolski program so začeli uvajati leta 1951. Leta 1964 se je kot Zavod za usposabljanje invalidne mladine preselil na današnji prostor in kasneje pridobil prostore za izvajanje hipoterapije in drugih oblik terapevtskega jahanja. Od leta 1981 ima zavod tudi mobilno službo za sistematično pomoč pri vključevanju gibalno oviranih otrok in mladostnikov v splošnih vrtcih in šolah.

## Povezave
- Zgodovina zavoda
- 70 let Arhivirano 2021-01-21 na Wayback Machine.